# ریچارد راجرز (آهنگساز)
ریچارد چارلز راجرز (به انگلیسی: Richard Charles Rodgers) (زاده ۱۹۰۲ - درگذشته ۱۹۷۹) آهنگساز موسیقی سبک آمریکایی بود.
او در دوران طولانی کارش قطعات بسیاری برای نمایش‌های موزیکال ساخت که بسیاری از آن‌ها به نغمه‌های استاندارد تبدیل شده‌اند. موسیقی نمایش آوای موسیقی که بعدها فیلمی به‌همین نام هم از آن ساختند و در ایران با نام اشک‌ها و لبخندها معروف شد از کارهای او است.
او مدتی با لارنتس هارت همکاری کرد. پس از مرگ هارت، راجرز با اسکار همرشتاین به خلق ترانه‌های محبوب مردم پرداخت.
آهنگ‌های مشهور:
- چیزهای محبوب من ("My Favorite Things")
- دو، ر، می ("Do-Re-Mi")
- گل یخ
- چه صبح زیبایی ("Oh, What a Beautiful Mornin'")